# 6550

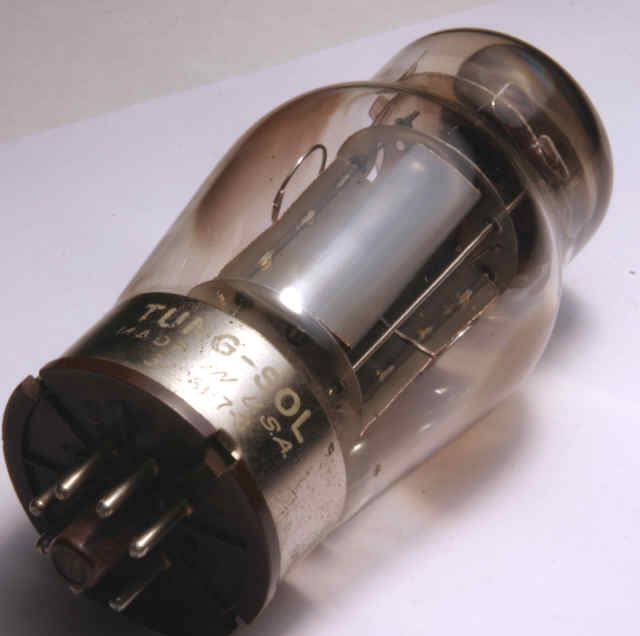
Tung-Sol 6550

Die 6550 ist eine Elektronenröhre in der Ausführung als Strahl- oder Beam-Power-Tetrode (Oktalsockel) mit ca. 20 W Ausgangsleistung (Po) und einer maximalen Anodenverlustleistung von 35 W. Die Röhre wird wegen der geringen Verzerrung in Bass-Verstärkern verwendet. Die Kontaktbelegung ist identisch mit der einer 6L6 oder KT88. 
Die KT88 und die 6550 sind austauschbar.
Tung-Sol entwickelte die 6550 im Jahr 1955 basierend auf der Konstruktion der 6L6. Die 6550 hat eine höhere maximale Leistung.